# Esolus filum
Esolus filum is een keversoort uit de familie beekkevers (Elmidae). De wetenschappelijke naam van de soort werd in 1870 gepubliceerd door Léon Marc Herminie Fairmaire.